# Ma Xiangjun
Ma Xiangjun (30 de outubro de 1964) é uma arqueira chinesa, medalhista olímpica.

## Carreira
Ma Xiangjun representou seu país nos Jogos Olímpicos em 1988 e 1992, ganhando a medalha de prata por equipes em 1992.